# Notosigalphus joshuai
Notosigalphus joshuai är en stekelart som beskrevs av Van Achterberg och Austin 1992. Notosigalphus joshuai ingår i släktet Notosigalphus och familjen bracksteklar. Inga underarter finns listade i Catalogue of Life.